# N/A
N/A 또는 n/a는 not applicable 또는 not available의 두문자어로 "해당사항 없음"을 의미한다.